# Hypnodontopsis pilifera
Hypnodontopsis pilifera là một loài rêu trong họ Rhachitheciaceae. Loài này được J.-P. Frahm mô tả khoa học đầu tiên năm 2004.